# IDrive.kz
iDrive.kz (айДрайв) (англ. I Drive — «я вожу») — казахстанская автомобильная блог-платформа для ведения онлайн-дневников об автотюнинге, автопутешествиях и особенностях эксплуатации автомобилей разных марок.
Блог-платформа основана в апреле 2010 года в городе Алма-Ата. Количество пользователей на 29 мая 2011 года — свыше 2 тысяч зарегистрированных блогеров. Количество зарегистрированных личных автомобилей пользователей — более 1000.
iDrive.kz позволяет создавать записи в сообществах и личных бортовых журналах автомобилей, комментировать их; изменять рейтинг пользователей.
Сайт периодически выступает в качестве источника публикаций гражданской журналистики на злободневные автомобильные темы, которые цитируются новостными сайтами и агрегаторами

## История
Апрель 2010 — запуск бета-версии сайта
Июль 2010 — состоялась первая встреча членов сообщества
Февраль 2011 — 1-е место в рейтинге казахстанских сайтов whois.1in.kz в категории «Авто»
Май 2011 — 3 место в известном казахстанском рейтинге Count Zero в категории «Транспорт»
Ноябрь 2011 — 1 место на Национальной интернет-премии Award.kz 2011 в номинации «Отраслевые и региональные порталы»

## Виды блогов

### Бортовой журнал
Личное пространство пользователя для ведения бортового журнала автомобиля, записей об истории поломок, решения проблем и эксплуатации.

### Коллективный блог (блог сообщества)
На iDrive представлено большинство казахстанских автомобильных клубов, каждый из которых ведёт своё сообщество на блог-платформе, что позволяет осуществлять межклубное общение.

### Коллективная карта автомобильных компаний
В сайт интегрированы карты Google Maps и Яндекс.Карты, для коллективного пополнения каталога компаний автомобильной отрасли, и дальнейшего просмотра их на карте с учётом подкатегорий.

## Встречи сообщества
В Алма-ате регулярно проводятся встречи членов сообщества, каждую среду пользователи сайта съезжаются к центру города и общаются на автомобильные темы.
В холодное время года проводятся встречи в закрытых помещениях.
Иногда проводятся совместные выезды на природу.